# Ignacio García (Eishockeyspieler)
Ignacio García (* 19. Juni 1996) ist ein spanischer Eishockeytorwart, der seit 2019 erneut beim Majadahonda HC in der spanischen Superliga spielt.

## Karriere
Ignacio García begann seine Karriere als Eishockeyspieler beim Majadahonda HC, für dessen erste Mannschaft er in der Saison 2013/14 sein Debüt in der spanischen Superliga gab. Nachdem er von 2016 bis 2019 pausiert hatte, spielt er nunmehr wieder für Majadahonda.

### International
Für Spanien nahm García im Juniorenbereich an den U18-Weltmeisterschaften 2012, 2013 und 2014, als er zum besten Torhüter des Turniers und besten Spieler seiner Mannschaft gewählt wurde, sowie den U20-Weltmeisterschaften 2014, als er mit der dritthöchsten Fangquote nach dem Südkoreaner Kim Kweon-young und dem Australier Fraser Carson und dem drittbesten Gegentorschnitt nach Kim und dem Isländer Nicolas Jouanne erneut als bester Torhüter des Turniers ausgezeichnet wurde, 2015, als er den drittbesten Gegentorschnitt nach dem Kroaten Vilim Rosandić und dem Australier Charlie Smart und die drittbeste Fangquote nach Smart und Rosandić erreichte, und 2016, als er mit der höchsten Fangquote und dem drittbesten Gegentorschnitt nach dem Serben Petar Stepanović und dem Rumänen Attila Adorján wiederum zum besten Torhüter erkoren wurde, jeweils in der Division II teil. Zudem vertrat er die spanische Studentenauswahl bei der Winter-Universiade 2015, deren Eishockeywettbewerbe im spanischen Granada ausgetragen wurden.
Im Seniorenbereich stand er erstmals bei der Weltmeisterschaft 2015 in der Division II im spanischen Aufgebot. Auch 2016, 2017 und 2022, als er mit der zweithöchsten Fangquote und dem zweitgeringsten Gegentorschnitt (jeweils nach dem Sinoamerikaner Paris O’Brien) zum besten Spieler seiner Mannschaft gewählt wurde. Zudem stand er im Aufgebot seines Landes bei den Olympiaqualifikationsturnieren für die Winterspiele in Pyeongchang 2018 und in Peking 2022.

## Erfolge und Auszeichnungen
- 2014 Bester Torhüter bei der U20-Weltmeisterschaft der Division II, Gruppe B
- 2014 Bester Torhüter bei der U18-Weltmeisterschaft der Division II, Gruppe B
- 2016 Bester Torhüter bei der U20-Weltmeisterschaft der Division II, Gruppe B